# 1988年ソウルオリンピックのフィリピン選手団
1988年ソウルオリンピックのフィリピン選手団（1988ねんソウルオリンピックのフィリピンせんしゅだん）は、1988年9月17日から10月2日にかけて韓国のソウルで開催された1988年ソウルオリンピックのフィリピン選手団、およびその競技結果。

## 概要
今大会は銅メダル1個を獲得した。

## メダル
| メダル | 選手名                 | 競技       | 種目               |
| ------ | ---------------------- | ---------- | ------------------ |
| 銅     | レオポルド・セランテス | ボクシング | 男子ライトフライ級 |